# Kanton Bécherel
Der Kanton Bécherel war von 1790 bis 2015 ein französischer Wahlkreis im Arrondissement Rennes, im Département Ille-et-Vilaine und in der Region Bretagne; sein Hauptort war Bécherel.

## Geschichte
Der Kanton entstand am 15. Februar 1790. Von 1801 bis 2015 gehörten zehn Gemeinden zum Kanton Bécherel. Mit der Neuordnung der Kantone in Frankreich wurde der Kanton 2015 aufgelöst und die Gemeinden wechselten zu anderen Kantonen.

## Lage
Der Kanton lag im Westen des Départements Ille-et-Vilaine. 

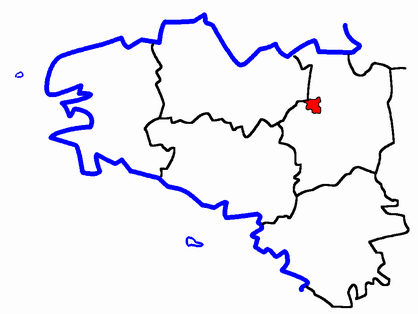
Lage des Kantons Bécherel innerhalb der Bretagne

## Gemeinden
| Gemeinde              | Bretonisch           | Einwohner (2022) | Fläche (km²) | Code postal | Code Insee |
| --------------------- | -------------------- | ---------------- | ------------ | ----------- | ---------- |
| Bécherel              | Begerel              | 685              | 0.57         | 35190       | 35022      |
| Cardroc               | Kerdreg              | 598              | 7.39         | 35190       | 35050      |
| La Chapelle-Chaussée  | Chapel-ar-Galc'hed   | 1.299            | 14.76        | 35630       | 35058      |
| Irodouër              | Irodouer             | 2.308            | 23.54        | 35850       | 35135      |
| Les Iffs              | An Ivineg            | 274              | 4.52         | 35630       | 35134      |
| Langan                | Langan               | 1.090            | 7.80         | 35850       | 35144      |
| Miniac-sous-Bécherel  | Minieg-Begerel       | 788              | 13.55        | 35190       | 35180      |
| Romillé               | Rovelieg             | 4.154            | 28.67        | 35850       | 35245      |
| Saint-Brieuc-des-Iffs | Sant-Brieg-an-Ivineg | 323              | 8.29         | 35630       | 35258      |
| Saint-Pern            | Sant-Pern            | 1.003            | 12.13        | 35190       | 35307      |
| Kanton                | Begerel              | 11.592           | 121.22       | -           | 3504       |

## Bevölkerungsentwicklung
| 1962 | 1968 | 1975 | 1982 | 1990 | 1999 | 2006   | 2012   |
| ---- | ---- | ---- | ---- | ---- | ---- | ------ | ------ |
| 7349 | 7030 | 6732 | 7333 | .862 | 8536 | 10.277 | 11.592 |

## Politik
Der Kanton hatte bis zu seiner Auflösung folgende Abgeordnete im Rat des Départements:  
| Vertreter im conseil général des Départements | Vertreter im conseil général des Départements | Vertreter im conseil général des Départements |
| Amtszeit                                      | Name                                          | Partei                                        |
| --------------------------------------------- | --------------------------------------------- | --------------------------------------------- |
| 1945–1949                                     | Pierre Busnel                                 | MRP                                           |
| 1949–1992                                     | Louis de La Forest                            | CNIP                                          |
| 1992–2015                                     | Marie-Hélène Daucé                            | UDF-UDI                                       |